# Hrvatin Stjepanić
Hrvatin Stjepanić, Hrvatin Ključki (?, druga pol. 13. st. – ?, prije 1315.), plemić iz BiH, nosio naslov kneza.
Pridjevak Ključki dobio je po svom glavnom posjedu, gradu Ključu u župi Banici oko gornjeg toka rijeke Sane, koja je bila dijelom Donjih kraja. Pridjevom Ključki oslovljava ga ban Stjepan II. Kotromanić u darovnicama Hrvatinovu sinu Vukoslavu.
Rodonačelnik je Hrvatinića. U srodstvu s knezovima Bribirskim. Pozornost je na sebe skrenuo kad su u Hrvatskoj i Ugarskoj bila previranja oko dinastije i prijestolja. S Bribirskima se je stavio na stranu napuljskih Anžuvinaca. Zauzvrat mu je napuljski kralj Karlo II. za odanost i zasluge potvrdio posjed Donjih kraja. Povelja datira od 14. lipnja 1299., a pokriva i Hrvatina, njegove sinove, braću i rođake, dok samog Hrvatina oslovljava knezom. 
S druge strane, hrvatsko-ugarski kralj Andrija III. sankcionirao je Hrvatina i braću mu kao i sve svoje političke protivnike, opustošivši mu posjede. Kad su Bribirski došli do moćnog položaja u Hrvatskoj i Bosni, Hrvatin je bio vazal Bribirskih kao »de inferioribus Bosne comes«. Ban Pavao ih je za vjernost nagradio poveljom kojom im jamči mir, sigurnost i zaštitu od svakog neprijatelja, pri čemu će za to Bribirski angažirati i braću i sinove, bude li trebalo, a zauzvrat Hrvatina obvezuje na stalnu vjernost. Povelju je izdao u Skradinu, a nosi nadnevak od 2. veljače 1301.
Prijateljstva i savezništva u ondašnjoj Bosni nisu bila stalne naravi, što je pogodilo i odnose Bribirskih i Hrvatina Stjepanića. Već oko dvije godine poslije skradinske povelje, odnosi dolaze u negativnu stranu. Vjerojatni razlog je Hrvatinova potpora protivnicima Bribirskih te kao drugo, onima koji su se protivili vladanju Bribirskih u Bosni. Stoga Mladin I. Bribirski udara na Stjepanića. Primirje nastupa godinu poslije, kada Bribirski ispravom knezu Stjepaniću izdaju ispravu kojom njemu, braći mu i sinovima njega jamče neokrnjen posjed njihovih gradova i posjeda. Isprava je izdana u Splitu 30. ožujka 1304. godine. U ponovljenoj potvrdi izdanoj godinu poslije, braća mu se ne spominju.